# امیل لینده
امیل لینده (انگلیسی: Emil Lindh; ۱۵ آوریل ۱۸۶۷ – ۳ سپتامبر ۱۹۳۷) قایقران، بازیگر سینما، و قایقران قایق بادبانی اهل فنلاند بود.